# Ясколка горная
Ясколка горная (лат. Cerastium oreades) — вид травянистых растений рода Ясколка (Cerastium) семейства Гвоздичные (Caryophyllaceae).

## Ботаническое описание
Многолетнее растение. Корень веретеновидно утолщённый диаметром 8—12 мм, выпускающий 5—9 стеблей. Стебли высотой 10—25 см, распростёртые или восходящие, внизу опушённые редкими курчавыми волосками, вверху голые, простые или наверху дихотомически ветвистые. Листья яйцевидные, 1—3,5 см длиной, 0,7—2 см шириной, по срединной жилке с нижней стороны или по всей поверхности коротко волосистые, заострённые или тупые, при основании полустеблеобъемлющие, по краю мелковолосистые. Прикорневые листья рано увядающие. Цветы в конечных полузонтиках, в числе 3—7, редко до 20, на голых цветоножках 0,6—3 см длиной, по отцветании оттопыренных или вниз направленных. Прицветники травянистые, яйцевидные, острые. Чашелистики яйцевидно-ланцетовидные или ланцетовидные, 6—9 мм длиной, тупые, по краям широко-пленчатые, голые блестящие. Лепестки в 1 ½—2 раза длинней чашечки, до ⅓ или почти ½ двунадрезанные. Коробочка продолговатая в 1 ½ раза длиннее чашечки, с загнутыми вниз и наружу зубцами. Семена почковидно-округлые, тупо-бугорчатые, в диаметре около 2 мм.

## Распространение
Встречается в Турции, на Кавказе. Растёт на альпийских осыпях и около тающих снегов.

## Значение и применение
По наблюдениям в Кабардино-Балкарии поедается западнокавказским туром (Capra caucasica).